# Керио (приток Ольо)
Ке́рио (итал. Cherio, на бергамском диалекте — Chére) — река в Италии. Один из основных притоков Ольо. Водосборный бассейн Керио располагается в восточной части ломбардской провинции Бергамо. Длина реки составляет 32 км, площадь бассейна около 153 км². Сельскохозяйственные земли занимают 39 процентов от территории водосбора реки, леса 42 %.
Керио начинается на склонах горы Сиколо (высотой 1276 м). В долине Каваллина, на расстоянии 5 км от истока, верховье пересекает озеро Эндине на высоте 340 м над уровнем моря. Впадает в реку Ольо справа в коммуне Палоско на высоте 142 м над уровнем моря.